# Róg naturalny
Róg naturalny, róg harmoniczny – instrument muzyczny dęty blaszany. Ma profil długi, wąski, nieznacznie koniczny i zwinięty w okrąg lub owal. Korpus pozbawiony jest otworów bocznych; może być zwinięty jedno- lub wielokrotnie, może posiadać dodatkowe kanały rozmieszczone wewnątrz i na zewnątrz głównego profilu. Korpus na wlocie ma kociołkowaty ustnik, a u wylotu rozszerza się gwałtownie w czarę głosową.
Zasadniczym czynnikiem akustycznym są wargi grającego – przy najsłabszym ich napięciu powstaje dźwięk podstawowy, którego wysokość zależna jest od długości piszczałki. Przez zwiększanie napięcia warg i przedęcie uzyskuje się kolejne dźwięki szeregu harmonicznego tonu podstawowego. Taką metodą, na jednym instrumencie można uzyskać około 11 wysokości dźwięków (dokładnie zależy to od umiejętności muzyka oraz długości i szerokości piszczałki). W praktyce, dla celów muzyki artystycznej, i żeby uzupełnić brakujące między harmonicznymi dźwięki, budowano rogi naturalne we wszystkich możliwych strojach.
W pierwszej połowie XVIII wieku do konstrukcji rogu naturalnego wprowadzono krągliki – zwinięte odcinki rury, które zakłada się między ustnikiem a wlotem korpusu. Skutkiem jest przedłużenie piszczałki, a więc uzyskanie niższego o wymagany interwał dźwięku. Zmiana krąglików jest czasochłonna i uniemożliwia szybką modulację.
W połowie XVIII wieku Anton Hampel wynalazł sposób uzupełniania luk dźwiękowych w skali harmonicznej rogu naturalnego. Odkrył, że przez częściowe zatkanie czary głosowej dłonią można uzyskać dźwięki o półton wyższe i wyróżnił trzy stopnie zatykania: połówkowe, trzyćwierciowe i pełne. Dźwięki odkryte i zakryte dają razem w najwyższej oktawie pełną skalę chromatyczną.
W drugiej połowie XVIII wieku krągliki zastąpiono kolankowatymi rurkami zwanymi inwencjami, które – podobnie jak krągliki – przedłużają korpus, ale umieszczone są wewnątrz okręgów rury. Jedna inwencja może być w krótkim zakresie i niepłynnie wsuwana i wysuwana, co umożliwia szybką zmianę stroju. 
W XIX wieku opracowano rogi naturalne nazwane cor omnitonique. Wyposażone są w stały zestaw krąglików, których włączanie i wyłączanie odbywa się za pomocą suwaka lub małej tarczy.

Różne konstrukcje rogów naturalnych
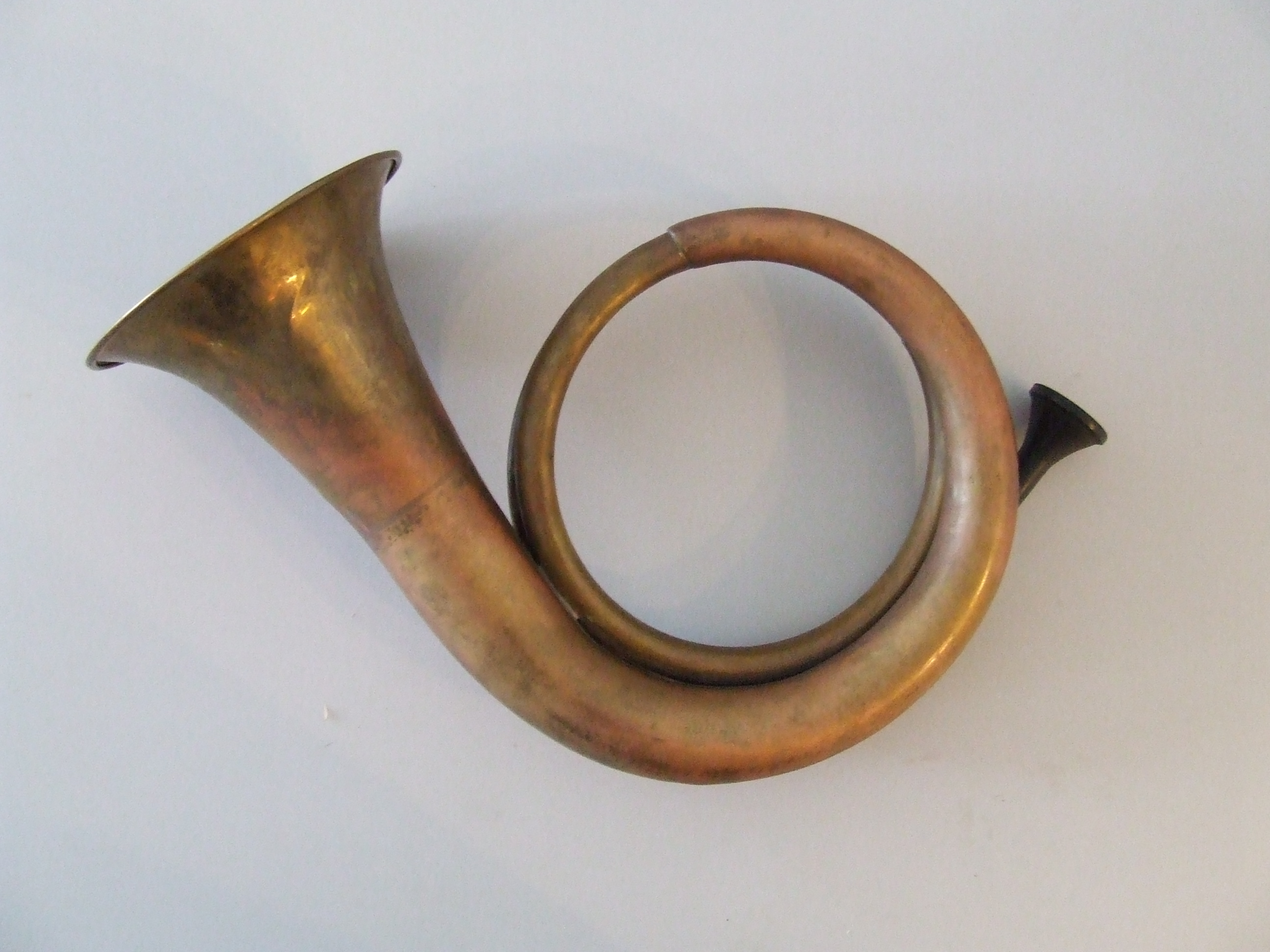
pocztowy
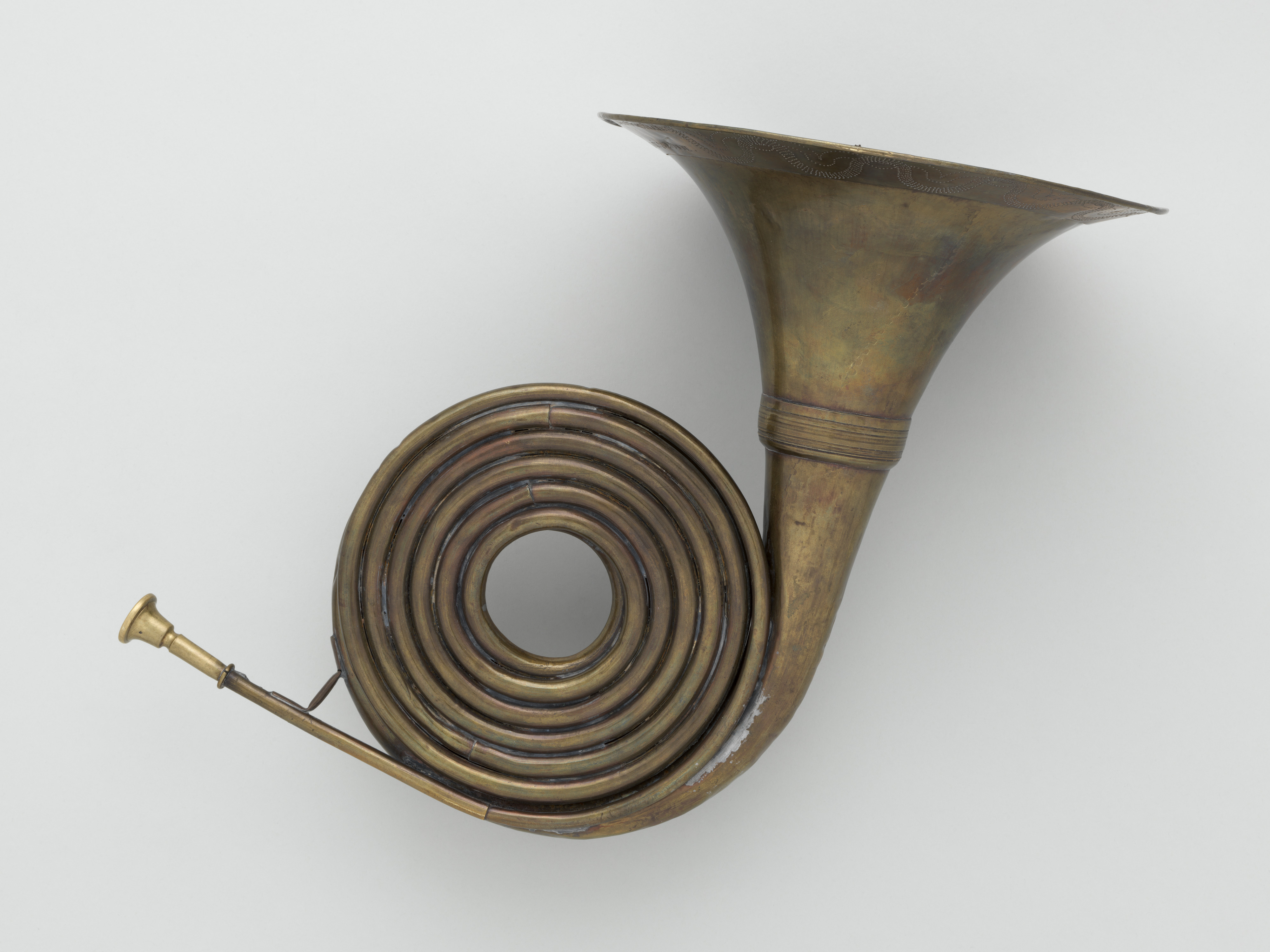
ślimakowaty
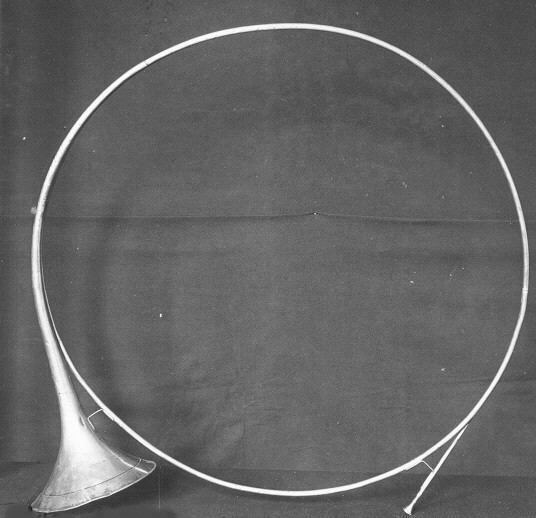
dampierowski
krąglikowy
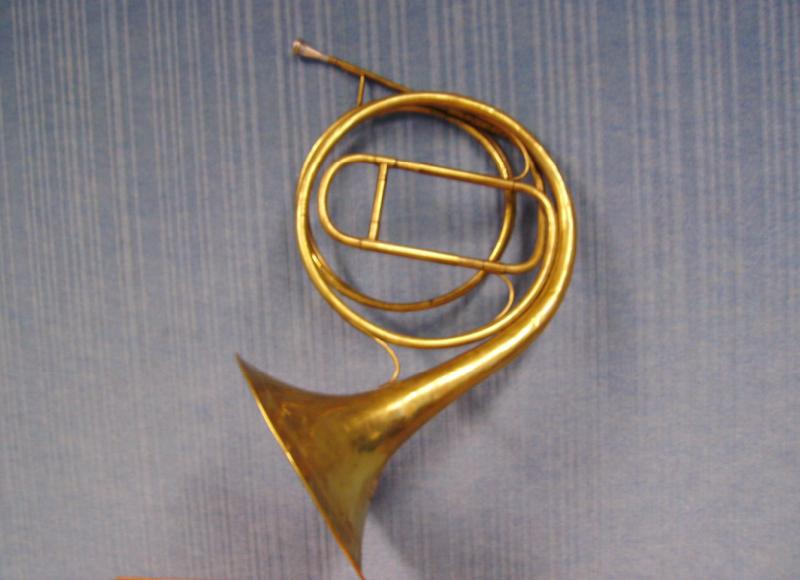
inwencyjny
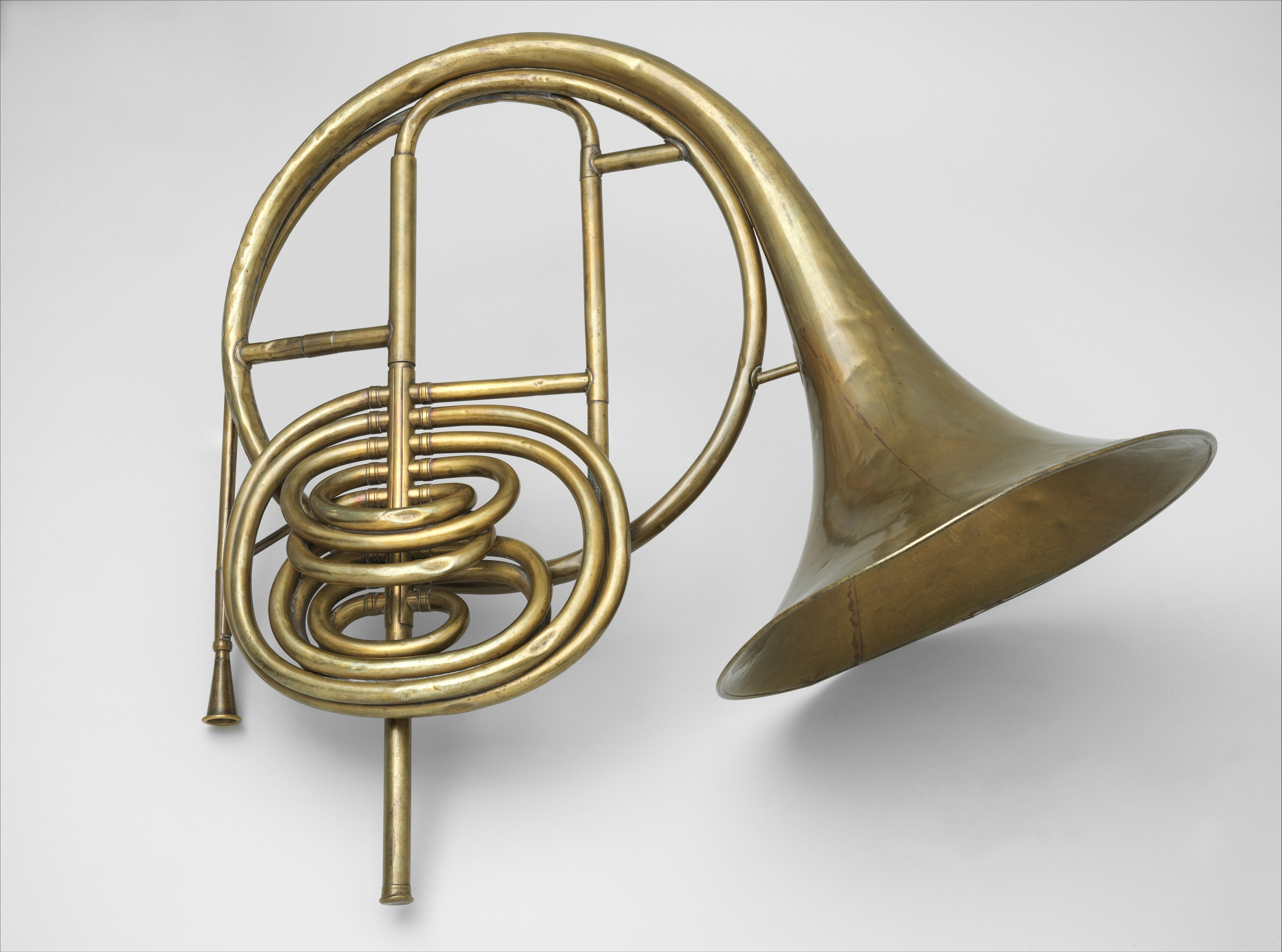
fr. cor omnitonique

## Historia

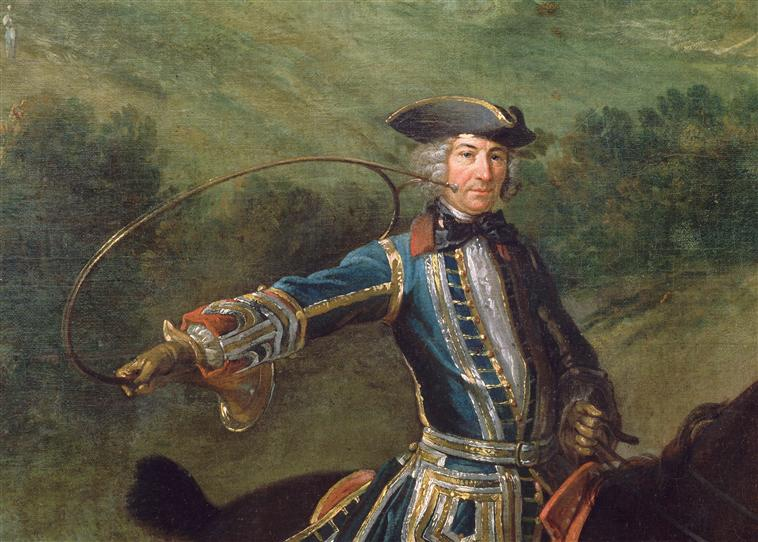
Łowczy Ludwika XV z rogiem dampierowskim na obrazie Jean-Baptiste Oudry’ego Polowanie na jelenie

Blaszane rogi wytwarzano i wykorzystywano od epoki brązu, ale dopiero w 2. połowie XVII wieku metalowy róg myśliwski przekształcony został w instrument służący muzyce artystycznej. W XIV wieku pojawiły się rogi sygnałowe o wyraźnie większej długości i ślimakowatym kształcie. Teoretyk muzyki Marin Mersenne opisał i zilustrował kilka typów rogu myśliwskiego w traktacie Harmonie universelle z 1636. Znalazły się tam zarówno typowy róg zwierzęcy, jak i trąbka pocztowa z jednym zwojem oraz ślimakowaty róg naturalny. Przemiana rogu o kształcie odzwierzęcym do naturalnego odbyła się niezależnie w różnych regionach Europy. Curt Sachs – twórca nowoczesnej instrumentologii – napisał: „W Anglii instrument określano nazwą French horn (róg francuski), ponieważ tam jakoby miało dokonać się to przekształcenie; inne źródła utrzymują, że we Francji był on rzadkością przyjętą w «ostatnim czasie» i że zwano go tam cor allemand (róg niemiecki)”. Wynalazcą francuskiej wersji, nazywanej od jego nazwiska rogiem dampierowskim, był Marc-Antoine de Dampierre. Jedną z innowacji pozwalających w pewien sposób rozszerzyć skalę dźwiękową rogu naturalnego był opatentowany w 1788 przez Charlesa Claggeta system łączenia ustnika z rurą rogu. W ten sposób dwa rogi naturalne różniące się strojem o pół tonu mogły być szybko przez jednego muzyka zmieniane na potrzeby bieżącej melodii. Kolejne udoskonalenia – krągliki i inwencje – doprowadziły do opracowania na początku XIX wieku wentyla oraz waltorni i innych, wykorzystujących go instrumentów dętych blaszanych.